# Sunshine Stars
Sunshine Stars Football Club – nigeryjski klub piłkarski, grający w pierwszej lidze, mający siedzibę  w mieście Akure.

## Historia
Klub został założony w 1995 roku. W 2001 roku Sunshine Stars po raz pierwszy w historii awansował do Nigeria Premier League, czyli na najwyższy szczebel rozgrywkowy w kraju. W 2003 roku spadł jednak do Nigeria National League. W 2007 roku wrócił do Premier League. W sezonie 2010/2011 wywalczył wicemistrzostwo Nigerii, tracąc w tabeli do ówczesnego zdobywcy tytułu, Dolphins FC, dwa punkty. W 2011 roku zespół dotarł do półfinału Pucharu Konfederacji. Odpadł po dwumeczu z tunezyjskim Club Africain Tunis (0:1, 0:0). Dzięki wywalczonemu wicemistrzostwu kraju Sunshine Stars wystąpił w Lidze Mistrzów w 2012 roku. Udział w tych rozgrywkach zakończył na półfinale, przegranym w dwumeczu z egipskim Al-Ahly Kair (3:3, 0:1).

## Stadion
Domowe mecze klub rozgrywa na stadionie o nazwie Akure Township Stadium w Akure, który może pomieścić 10000 widzów.

## Sukcesy
- Nigeria Premier League:

wicemistrzostwo (1): 2010/2011
- Nigeria National League:

mistrzostwo (2): 2001, 2007

## Występy w afrykańskich pucharach
| Sezon | Rozgrywki           | Runda    | Kraj                          | Klub                     | Dom | Wyjazd | Dwumecz |
| ----- | ------------------- | -------- | ----------------------------- | ------------------------ | --- | ------ | ------- |
| 2011  | Puchar Konfederacji | 1        | Kamerun                       | Tiko United FC           | 2–0 | 1–0    | 3–0     |
| 2011  | Puchar Konfederacji | 2        | Burkina Faso                  | USFA Wagadugu            | 2–0 | 0–1    | 2–1     |
| 2011  | Puchar Konfederacji | 3        | Libia                         | Al-Ittihad Trypolis      | -   | -      | 1–0     |
| 2011  | Puchar Konfederacji | Grupa B  | Demokratyczna Republika Konga | DC Motema Pembe          | 2–0 | 0–0    | 2–0     |
| 2011  | Puchar Konfederacji | Grupa B  | Algieria                      | JS Kabylie               | 1–0 | 2–1    | 3–1     |
| 2011  | Puchar Konfederacji | Grupa B  | Maroko                        | Maghreb Fez              | 1–1 | 0–1    | 1–2     |
| 2011  | Puchar Konfederacji | półfinał | Tunezja                       | Club Africain            | 0–1 | 0–0    | 0–1     |
| 2012  | Liga Mistrzów       | wstępna  | Angola                        | Recreativo Libolo        | 3–0 | 1–4    | 4–4     |
| 2012  | Liga Mistrzów       | 2        | Mali                          | Djoliba AC               | 1–0 | 1–1    | 2–1     |
| 2012  | Liga Mistrzów       | Grupa A  | Tunezja                       | Espérance Tunis          | 0–2 | 0–1    | 0–3     |
| 2012  | Liga Mistrzów       | Grupa A  | Tunezja                       | Étoile Sportive du Sahel | -   | 0–0    | 0–0     |
| 2012  | Liga Mistrzów       | Grupa A  | Algieria                      | ASO Chlef                | 2–0 | 2–1    | 4–1     |
| 2012  | Liga Mistrzów       | półfinał | Egipt                         | Al-Ahly Kair             | 3–3 | 0–1    | 3–4     |

## Reprezentanci kraju grający w klubie
Stan na wrzesień 2016.
| - Mutiu Adegoke - Tunde Adeniji - Prince Aggreh - Bassey Akpan - Izu Azuka - Rabiu Baita - Stanley Dimgba - Friday Ejedegba - Sunday Emmanuel - Stephen Eze - Victor Ezeji - Ikechukwu Ezenwa - Benjamin Francis - Osas Idehen | - Paul Ikenna - Solomon Kwambe - Godfrey Oboabona - Kunle Odunlami - Gbenga Okunowo - Paul Onobi - John Owoeri - Sunday Rotimi - Ayo Saka - Duke Udi - Kingsley Udoh - Bob Usim - Razak Omotoyossi |